# 日光グループ
日光グループ（イルグァングループ、ハングル: 일광그룹）は、大韓民国の企業グループである。

## 概要
日光グループの中核企業である「IGGY（アイジジワイ）コーポレーション」は、旧社名が「日光共栄」で、1985年（会社登記では1986年1月1日）に設立された、韓国軍の兵器調達を仲介する商社である。創業者イ・ギュテは、1980年に警察幹部候補29期で警察学校を修了した後に、日光共栄を設立して、兵器仲介業を手がけるようになった。日光共栄は、アメリカ、イギリス、フランス、トルコ、イスラエル、ロシアなどの軍事関連企業と協力してきた。韓国軍の「次世代戦闘機導入事業」(FX事業)では、フランス・ダッソー社製「ラファール」の代理人を担当した（結果的には不採用）。潜水艦事業（KSS-II）、CN-235航空機シミュレーター、対戦車誘導武器事業（METIS-M）、韓国型ヘリコプター事業（KHP：Korea Helicopter Project）開発事業、電子戦訓練機器事業（EWTS）、掃海ヘリコプター事業（AMCM）、空軍探索救助ヘリコプター事業などに参加してきた。
軍事以外では、学校法人日光学園を設立して教育事業に、社会福祉法人日光福祉財団を設立して福祉事業に、Polarisエンターテインメントを設立して芸能事業にそれぞれ参入するなど、多角化を推進し、日光グループを形成した。日光福祉財団とソウル特別市・城北区が協力したフードバンク事業や、大衆向け無料コンサートの主催などの社会貢献事業も実施した。
イ・ギュテは敬虔なキリスト教信者で、日光共栄という社名も「キリストの光で社会に貢献する」という意味を持っていた。イ・ギュテは2013年から、大鐘賞映画祭組織委員長や、梨花女子大学で経営学専攻の兼任教授を務めるなど、多様な分野で多くの人々と親交を持ち、「千の顔を持つ」いう評価を受けてきた。
イ・ギュテは、金大中・元大統領が設立した「アジア太平洋平和財団（金大中財団)」の運営理事を務めた。その後、盧武鉉政権の安全保障関連人士たちを日光グループに引き入れ、グループ関連企業の役職に就任させた。日光共栄顧問は、盧武鉉政権の初代防衛事業庁長を務めた金炡一。日光ポラリス代表は、盧政権の機務司令官を務めた金栄漢（キム・ヨンハン、김영한）。日光福祉財団の理事長は盧政権の国政院長を務めた金萬福。日光青少年財団「ポサラム」の理事長は、盧武鉉政権の韓米連合軍司令部副司令官、李明博大統領の安保特別補佐官を歴任した李熙元。金栄漢、金萬福、李煕元らは、イ・ギュテが運営した大鐘賞映画祭組織委員会にも名を連ねた。
イ・ギュテは高齢になってから、司法当局による逮捕（拘束）が繰り返された。2003～2006年には、「2次ヒグマ(旧ソ連製兵器導入)」事業（旧ソ連に提供していた借款を兵器導入で棒引きした事業）における、3億ドル規模の空気浮揚艇と対戦車誘導ミサイル納品契約で、手数料から800万ドルを会社の収益金として処理せずに、本人が通っている教会に寄付金として出した後に返してもらった容疑で、2009年11月に逮捕され、懲役3年、執行猶予4年の有罪判決を受けた。
2015年3月には、トルコの防衛産業企業が生産した空軍電子戦訓練装備を導入する過程で、装備の原価などを水増しすることで、500億ウォン（当時の為替レートで約55億円）を横領した容疑で、再び逮捕された。他にも贈賄や脱税の疑いでも起訴された。2018年3月29日の大法院判決では、軍納品の水増し詐欺容疑は無罪だったが、贈賄と脱税容疑について有罪判断が維持され、2審求刑の懲役3年10ヶ月と罰金14億ウォンの実刑が確定した。

2014年には、女優クララの個人事務所とPolarisエンターテインメントが独占的エージェンシー契約を結んだが、契約トラブルが発生した。この件では、イ・ギュテもトラブルの当事者となった。
イ・ギュテは、2018年12月に出所した。しかし、日光学園理事長を2009年に退任したにもかかわらず、同学園に人事や予算でさまざまな指示をするなど専横が多く、服役中にも指示を出していたことが、職員から告発され、ソウル市教育庁が監査していることが2019年7月に報道された 。
イ・ギュテの長男イ・ジョンミョンは、Polarisエンターテインメントに設立段階から関わってきたが、2016年には別会社「ブロックベリークリエイティブ」を設立して、女性グループ「今月の少女（LOONA）」を手がけ、欧米諸国などで人気を博した。しかし、Polarisは経営悪化で2022年に全タレントが退所した。今月の少女は、メンバー全員が2022～23年に専属契約の効力停止を求める裁判を起こして退所し、日光グループの芸能事業は全体的に機能停止となった。

## 創業家一族
- イ・ギュテ（이규태、李圭台）[11]:創業者、日光グループ会長。
- ユ・スンナム（유순남）:イ・ギュテの妻、日光共栄監査役、Polarisエンターテインメント代表などを歴任[12]。
- イ・ジョンミョン（이종명）:2018年時点では、リバイトユナイテッド代表、日光学園理事長[13]、ピエナルクエイティブ代表[14]。
- イ・ジョンチャン（이종찬）:イ・ギュテの次男、2015年時点では、イルジンハイテク代表取締役[15]。

## 主な構成企業・法人
いずれも最盛期のものであり、現在では活動実態がどれだけあるのか不明である。
- 株式会社　IGGY（アイジジワイ）コーポレーション（아이지지와이코퍼레이션、旧社名：日光共栄(일광공영)）[2]。
- 株式会社　イルジンハイテク（일진하이테크）：韓国軍、警察庁、海洋警察庁の機器調達事業を手がける[16]、2000年1月設立。
- 学校法人 日光学園（일광학원）:2001年1月に設立され、ソウル特別市の友村(ウチョン)初等学校[17]（1965年設立[18]）を買収した。2006年12月には友村幼児学校[19]も設立した。
- 社会福祉法人　日光福祉財団（일광복지재단）:疎外階層のための裁可福祉事業、老人福祉事業、児童福祉事業、寄付食品提供事業（フードバンク）を手がける、2005年12月設立[20]。
- 社団法人　ポサラム（포사람、FOR SALAM）：「サラム」は韓国語で「人」を意味している。青少年の精神健康管理や自殺予防事業などを手がける[21][22]。2013年7月設立。
- 株式会社　Polarisエンターテインメント：芸能事務所、2006年8月設立。2017年からは株式会社リバイトユナイテッド（리바이트 유나이티드）が、「ポラリスエンターテインメント」「ブロックベリークリエイティブ」、「ニュータイプイエンティ」の3つのレーベルを指揮する形態になった。
- 株式会社 ピエナルクエイティブ（비앤알크리에이티브）:音楽、演劇、映画の人材養成施設「Mアカデミー」を、ケーブルテレビ局「Mnet」などを経営するCJ E&Mと共同運営。

## 脚註
1. ↑  (주)아이지지와이코퍼레이션 기업분석 보고서 (NR2)2018年9月18日閲覧。なお、「IGGY」とは、旧社名「日光共栄」の韓国語読み「イルグァンゴンヨン」のローマ字表記“Ilgwang gongyeong ”の略称である。
2. 1 2  일광공영일광 그룹、2018年11月19日閲覧
3. ↑  기부식품 제공사업일광그룹、2018年11月19日閲覧
4. ↑  大鐘賞が再整備へ『WoW!Korea』2013年9月11日、2019年7月5日閲覧
5. ↑  “犬死にされたくない”という将校たち！『統一日報』2015年4月5日、2020年11月14日
6. ↑  記者手帳　武器商イ・ギュテ会長とは何者なのか『ハンギョレ』2015年3月20日、2018年9月17日閲覧
7. ↑  芸能事務所ポラリスのイ・ギュテ会長とは何者か？『ソウル人生劇場』2015年5月29日、2018年9月17日閲覧
8. ↑  이규태 일광공영 회장 '방산비리' 무죄 확정…개인비리만 유죄“연합뉴스”2018年4月1日、2020年1月8日閲覧
9. ↑  （끝까지 판다①）'200억 체납' 회장 재산의 비밀…옥중 영상 입수“SBS 뉴스”2019年7月19日、2019年7月20日閲覧
10. ↑  서울시교육청 "이규태 회장 일광학원·우촌초 전횡 민원에 감사 중"“노컷뉴스”2019年7月19日、2019年7月21日閲覧
11. ↑  漢字表記は회장 인사말일광 그룹（2018年11月14日閲覧）から引用した
12. ↑  유순남 폴라리스엔터 대표, 집 대신 회사서 거주하는 사연 “비즈한국”2018年8月22日、2018年11月19日閲覧
13. ↑  김원겸의 엔터 파워맨 이종명 대표 “이달의 소녀, 한국을 대표하는 팀 만들자 생각했다”“동아일보 ”2018年8月24日、2018年11月19日閲覧
14. ↑  임원의 변동　2018년 10월 05일2019年12月28日閲覧
15. ↑  TF추적① 무기중개상 이규태 일광그룹, '가족 경영'으로 비밀 유지 “THE FACT” 2015年3月20日、2018年11月14日閲覧
16. ↑  일진하이테크일광 그룹、2018年11月15日閲覧
17. ↑  우촌초등학교2018年9月19日閲覧
18. ↑  우촌초등학교일광 그룹、2018年11月19日閲覧
19. ↑  우촌유아학교2018年11月15日閲覧
20. ↑  일광복지재단일광 그룹、2018年11月18日閲覧
21. ↑  포사람일광 그룹、2019年7月21日閲覧
22. ↑  FOR SALAM公式ホームページ（韓国語）、2019年7月21日閲覧